# Szczekociny (gmina 1870–1922)
Szczekociny (do 1870 i od 1923 miasto Szczekociny) – dawna gmina wiejska istniejąca do 1922 roku w woj. kieleckim. Siedzibą władz gminy była osada miejska Szczekociny.
Gmina Szczekociny powstała 13 stycznia 1870 w powiecie włoszczowskim w guberni kieleckiej w związku z utratą praw miejskich przez miasto Szczekociny i przekształceniu jego w wiejską gminę Szczekociny w granicach dotychczasowego miasta.
W okresie międzywojennym gmina należała do powiatu włoszczowskiego w woj. kieleckim. Jako gmina wiejska jednostka przestała funkcjonować z dniem 1 stycznia 1923 roku w związku z przywróceniem Szczekocinom praw miejskich i przekształceniem jednostki w gminę miejską; równocześnie do miasta przyłączono wsie Zarzecze-Zagrodniki i Zarzecze-Przedmieście z gminy Moskarzów, wieś i dwór Nawsie z gminy Rokitno oraz folwark Tęgoburz z gminy Irządze.